# 혜시
혜시(惠施, 기원전 370년?-기원전 310년?)는 중국 전국 시대의 정치인, 사상가이다. 송나라 사람으로, 위나라가 주 활동지이며, 위나라 혜왕(惠王) 때 재상이 되었다. 혜왕 당시 위나라는 누차에 걸진 전쟁 패배로 쇠약해져 갔다. 그는 강대국 진나라의 위협에 대항해서, 위나라 제나라 초나라가 연합해서 진나라와 맞서는 합종(合縱; 세로 연합)을 주장했다. 연횡(連衡; 가로 연합)을 주장하는 장의(張儀)와 불화하여, 위나라에서 쫓겨난 뒤에 초나라로 갔다가, 고향인 송나라로 갔다. 여기에서 장자(莊子)와 벗이 되어서 철학을 토론했다. 장자 사상의 핵심 골격은 혜시의 이론에 근거한다. 혜왕이 죽은 뒤에 장의가 권력을 잃었다. 이에 혜시가 다시 위나라로 복귀해서 합종책을 추진했다. 그는 여러 나라에 이름을 떨친 유명한 정치가였다. 그는 위나라 왕을 위하여 외교 무대를 뛰었다.
그는 공손룡(公孫龍)과 더불어서 제자백가 중 명가(名家)의 대표적 인물이다. 그의 저술은 매우 많았다고 하나, 현재 전해지는 것은 없다. 장자 [천하] 편에 이른바 '역물10사(歷物十事)'라 불리는 10개의 명제가 전해지고 있다. 이 명제들은 모두 모순된 명제들이다. 증명은 없이 결론 격인 명제만 10개 제시되었기에, 후대에 많은 증명과 추측이 난무했다. 그 가운데는 그리스 제논의 유명한 역설들처럼, 논란을 불러 일으키는 여러 명제를 제시했다.

《장자》의 잡편 〈천하(天下)〉편에 전해지는 명제 10개(歷物十事)는 다음과 같다
1. 至大無外，謂之大一；至小無内，謂之小一。
```
  가장 큰 것은 바깥이 없으니, 이를 일러 '큰 하나'라 한다.
  가장 작은 것은 안이 없으니, 이를 일러 '작은 하나'라 한다.
```

2. 無厚不可积也，其大千里。 "두께가 없음은 쌓을 수 없으나, 그 크기는 천리이다."
3. 天與地卑，山與澤平。 "하늘과 땅은 나란하다.(卑→比) 산과 연못은 평평하다."
4. 日方中方睨，物方生方死。
```
  "해는 바야흐로 뜨면서 바야흐로 기운다. 사물은 바야흐로 살면서 바야흐로 죽는다."
  (해가 뜸과 짐은 동시에 있고, 사물이 삶과 죽음은 동시에 있다.)
```

5. 大同而與小同異，此之謂小同異；萬物畢同畢異，此之謂大同異。
```
  큰 같음은 작은 같음과 다르다. 이를 일러서 작은 '같고 다름'이라 한다.
  만물은 반드시 같고, 반드시 다르다. 이를 일러서 큰 '같고 다름'이라 한다.
```

6. 南方無窮而有窮。 "남쪽은 끝이 없으면서 끝이 있다."
7. 今日適越而昔来。 "오늘 월나라에 갔다가 어제 돌아왔다."
8. 連環可解也。 "연결된 고리는 풀 수 있다."
9. 我知天下之中央，燕之北，越之南也。 "나는 천하의 가운데를 안다. 연나라의 북쪽이며 월나라의 남쪽이다."
10. 泛愛萬物，天地一体也。 "두루 만물을 사랑하라. 하늘과 땅은 한 몸이다."